# Škoda Rapid (1984)
Der Škoda Rapid ist ein Coupé des tschechoslowakischen Fahrzeugherstellers AZNP unter der Marke Škoda. Es gab die Modelle Škoda Rapid 130, 135 und 136. Zudem existierten Cabriovarianten. Produziert wurden die Fahrzeuge von 1984 bis 1990 in Kvasiny. Die Version Rapid 135 kostete 88.000 Kčs. In der Bundesrepublik Deutschland war der Rapid 130 für 10590 DM erhältlich (1985). Der Vorgänger war der Škoda Garde. Der Rapid sah etwas anders aus als der Garde, hatte einen stärkeren Motor und eine Innenausstattung, die teilweise von Saab stammte. Der 135er und 136er Rapid wurde nur für den Export produziert, da in der Tschechoslowakei klopffester Kraftstoff für den höher verdichteten Motor kaum erhältlich war. Ab 1985 gehörte ein Getriebe mit fünf Gängen zur Serienausstattung. Man konnte ihn nur durch Parallelimporte erwerben. Designbasis war wie auch beim Vorgänger der Škoda 742 aus dem Jahr 1984. Designer war Giorgetto Giugiaro. Das Coupé wurde bereits ab 1982 mit 1,2-l-Motor gefertigt, erhielt aber erst später die Bezeichnung Rapid. Der Rapid gehörte nicht zum Importprogramm der DDR.

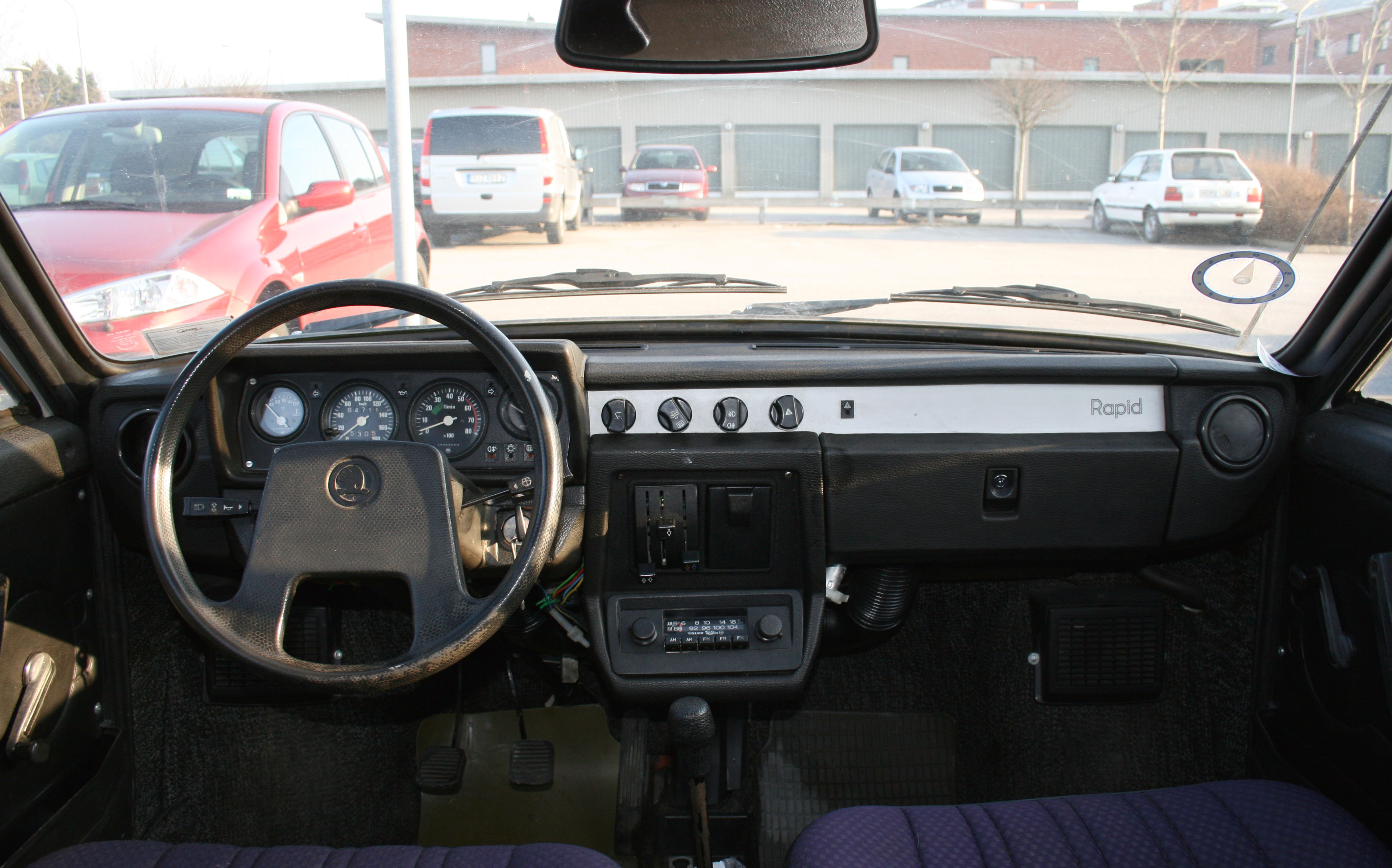
Armaturenbrett des Rapid
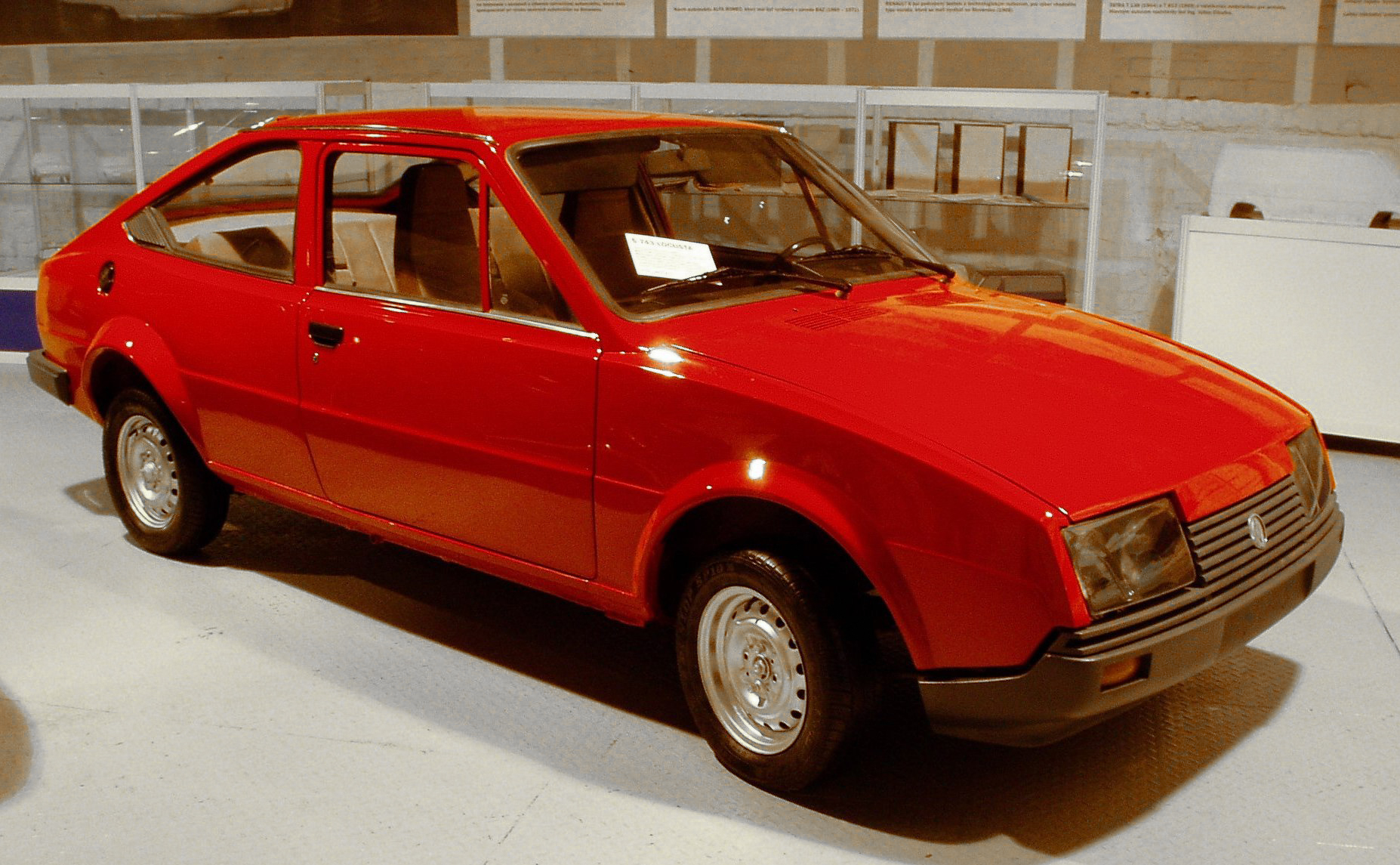
BAZ Locusta, Konzept von 1982, Frontmotor

## Versionen
| Bezeichnung | Typ         | Bauzeit   | Produzierte Fahrzeuge | Karosserie      |
| ----------- | ----------- | --------- | --------------------- | --------------- |
| Rapid 130   | Typ 743.13  | 1984–1990 | 22.475                | 2-türiges Coupé |
| Rapid 135   | Typ 747.135 | 1984–1990 | 1.272                 | 2-türiges Coupé |
| Rapid 136   | Typ 747.136 | 1987–1990 | 9.708                 | 2-türiges Coupé |

Zwischen 1982 und 1987 wurden 3.480 Garde und Rapid aus Bratislava in der Slowakei zugeliefert.

## Technische Daten
Technische Daten des Škoda Rapid:
- Motor: Viertakt-Ottomotor längs im Heck, wassergekühlt, Reihenvierzylinder, seitliche Nockenwelle
- Leistung: 40,5 kW/43 kW/46 kW
- max. Geschwindigkeit: ca. 150 km/h
- Kraftstoffverbrauch: 6,4 bis 9,7 Liter auf 100 km
- Heckantrieb